# Waiting for My Rocket to Come
Waiting for My Rocket to Come – pierwszy album studyjny amerykańskiego wokalisty Jasona Mraza. Ukazał się on 15 października 2002. Zawiera 12 kompozycji utrzymanych w stylu pop i rock.

## Lista utworów
1. You and I Both
2. I'll Do Anything
3. The Remedy (I Won't Worry)
4. Who Needs Shelter
5. Curbside Prophet
6. Sleep All Day
7. Too Much Food
8. Absolutely Zero
9. On Love, In Sadness
10. No Stopping Us
11. The Boy's Gone
12. Tonight, Not Again